# K'akhaber Tskhadadze
K'akhaber Jumberis Dze Tskhadadze (Rustavi, 7 settembre 1968) è un allenatore di calcio ed ex calciatore georgiano, di ruolo difensore.

## Biografia
Anche suo figlio Bachana è stato un calciatore.

## Palmarès

### Giocatore

#### Competizioni nazionali
- Campionato georgiano: 2

Dinamo Tbilisi: 1990, 1991
- Coppa dell'Unione Sovietica: 1

Spartak Mosca: 1991-1992
- Campionato russo: 1

Spartak Mosca: 1992
- Coppa di Georgia: 1

Lokomotivi Tbilisi: 2001-2002

### Allenatore

#### Competizioni nazionali
- Supercoppa di Georgia: 1

Dinamo Tbilisi: 2005
- Campionato azero: 1

Inter Baku: 2009-2010
- Supercoppa del Kazakistan: 1

Qaýrat: 2017
- Birinci Divizionu: 1

Qəbələ: 2024-2025

#### Competizioni internazionali
- Coppa dei Campioni della CSI: 1

Inter Baku: 2011